# Альфа-1962
Альфа-1962 — российский универсальный прицельный комплекс ночного видения, разработанный для решения широкого круга задач в условиях плохой освещенности, среди которых: прицельный огонь из различных видов стрелкового оружия из любого положения и на ходу, вождение транспортных средств, ремонтные работы, чтение документов и географических карт и т. д. Разработчик комплекса ФГУП «Альфа» (Москва), главный конструктор В. Л. Саликов.

## Конструкция и состав комплекса
Комплектность поставки прицельного комплекса:
1. «Альфа-9022» — ночной наголовный монокуляр
2. «Альфа-7115» — лазерный целеуказатель
3. афокально-оптическая насадка
4. «Альфа-8111-2» — инфракрасный осветитель
5. нашлемное крепление
6. зарядное устройство.

## Тактико-технические характеристики
Дальность прицельной стрельбы ночью, м — 180
Угловое поле зрения, град — 40
Угол расходимости излучения на выходе ЦЛ, мрад — 0,5
Длина волны излучения ЦЛ, нм — 820—850
Увеличение ночного монокуляра, крат — 1
Поколение ЭОП — 2+ или 3
Диапазон фокусировки монокуляра, м — 0,25 — ?
Диапазон диоптрийной наводки монокуляра, дптр — −4 — +4
Диапазон рабочих температур, °C — −50 — +50
Время непрерывной работы при +20 °С, час — 20
Напряжение автономного питания всех устройств, В — 2,5-3,0
Масса, г:
ночного монокуляра — 350
целеуказателя — 310
насадки афокальной 4-кратной — 420
внешнего ИК-осветителя — 120
устройства зарядного — 1000
Габариты, мм:
ночного монокуляра — 50×70×140
целеуказателя — 120×110×42
насадки афокальной 4-кратной — 70×50
внешнего ИК-осветителя — 22×120
устройства зарядного — 118×85×87,5